# Ichneumon difficilis
Ichneumon difficilis là một loài tò vò trong họ Ichneumonidae.